# Кардава, Мзиури Варламовна
Мзиури Варламовна Кардава (2 июня 1951 года, Цаленджихский район, Грузинская ССР) — механизатор колхоза имени Орджоникидзе Цаленджихского района, Грузинская ССР. Герой Социалистического Труда (1982). Депутат Верховного Совета Грузинской ССР 10-го созыва.

## Биография
Родилась в 1951 году в крестьянской семье в одном из сельских населённых пунктов Цаленджихского района. После окончания местной сельской школы с 1968 года трудилась рядовой колхозницей на чайной плантации колхоза имени Орджоникидзе Цаленджихского района. В последующем, окончив курсы механизаторов, трудилась чаеводом-механизатором в этом же колхозе. За короткое время освоила чаесборочную машину «Сакартвело» и стала показывать высокие трудовые результаты. Досрочно выполнила личные социалистические обязательства и плановые задания Девятой пятилетки (1971—1975), за что была награждена Орденом Ленина.
В последующие годы Десятой пятилетки (1976—1980) ежегодно показывала высокие трудовые результаты при сборе чайного листа. Указом Президиума Верховного Совета СССР от 30 марта 1982 года удостоена звания Героя Социалистического Труда за «достижение высоких результатов и трудовой героизм, проявленный в выполнении планов и социалистических обязательств по увеличению производства и продажи государству чайного листа, винограда и других сельскохозяйственных продуктов в 1981 году» с вручением ордена Ленина и золотой медали «Серп и Молот» (№ 20056).
Окончив Грузинский институт субтропического хозяйства в Сухуме, продолжала трудиться механизатором, потом — на партийной работе. Избиралась депутатом Верховного Совета Грузинской ССР 10-го созыва (1981—1985), членом ЦК ЛКСМ Грузинской ССР.
Награды
- Герой Социалистического Труда
- Орден Ленина — дважды (27.12.1976; 1982)
- Орден Трудового Красного Знамени (14.12.1972).